# Federal Amateur Hockey League

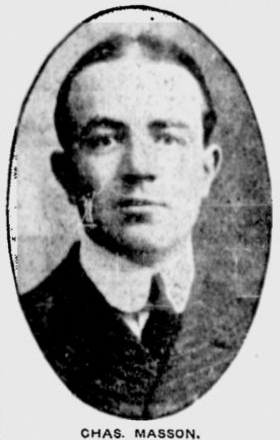
Charles Masson åtalades för dråp sedan Owen McCourt avlidit efter en match mellan Ottawa Victorias och Cornwall HC i mars 1907, men friades senare i rätten.

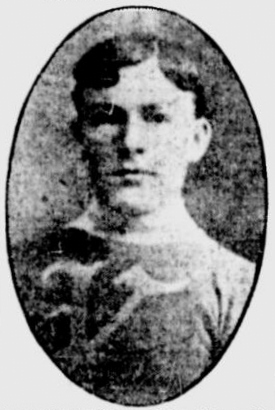
Art Throop var iblandad i den ödesdigra matchen mellan Ottawa Victorias och Cornwall HC i mars 1907.

Federal Amateur Hockey League, FAHL, var en kanadensisk ishockeyliga verksam åren 1904–1909, först på amatörnivå och under de två sista säsongerna professionellt under namnet Federal Hockey League. Sammanlagt spelade tolv olika klubbar i ligan under sex säsonger. Det enda laget som spelade under ligans alla sex säsonger var Cornwall Hockey Club.

## Historia
FAHL:s första säsong 1904 inbegrep lagen Cornwall Hockey Club, Montreal Le National, Montreal Wanderers och Ottawa Capitals. 1904 års FAHL-mästare Montreal Wanderers, som vann alla sina sex matcher under säsongen, utmanade de regerande Stanley Cup-mästarna Ottawa Hockey Club den 2 mars 1904, men matchen slutade oavgjort 5-5 och Ottawa HC behöll Stanley Cup sedan de två lagen inte kommit överens om villkoren för vidare möten. Ottawa HC anslöt till FAHL säsongen 1905 och försvarade sin Stanley Cup-titel under säsongen mot utmanarlaget Dawson City Nuggets sedan de vunnit komfortabelt med siffrorna 9-2 och 23-2. Ottawa HC vann FAHL säsongen 1905 och i mars samma år stötte laget på tufft motstånd då de utmanades om Stanley Cup av Rat Portage Thistles, men vann med visst besvär matchserien med 2-1 i matcher och behöll Stanley Cup.
Säsongen 1905–06 lämnade Ottawa HC och Montreal Wanderers FAHL till förmån för Eastern Canada Amateur Hockey Association och i och med det tappade ligan i slagstyrka. Nykomlingen Smiths Falls Seniors med målvakten Percy LeSueur i spetsen vann ligatiteln 1906 och utmanade därefter Ottawa HC om Stanley Cup, men förlorade med siffrorna 5-6 och 2-8.

### Owen McCourt avlider
Säsongen 1906–07 fick en tragisk vändning den 6 mars 1907. Matchen mellan Cornwall Hockey Club och Ottawa Victorias i Cornwall, Ontario urartade i våldsamt spel och slutade med att Cornwalls anfallsspelare Owen "Bud" McCourt morgonen efter matchen avled efter att ha blivit slagen medvetslös under matchen av Victorias spelare Charles Masson. Flera andra spelare mottog klubbslag från motståndarspelare under tumultet, bland dem Art Throop som fick ett djupt sår i huvudet. Masson åtalades först under åtalspunkten mord vilket senare skulle komma att reduceras till dråp, vilket han senare friades från då det inte gick att klargöra helt och hållet vem det var i Victorias lag som hade orsakat McCourts död, detta sedan vittnen givit vittnesmål om att McCourt tilldelats slag även från andra spelare än Masson. Andraplacerade Cornwall HC samt förstaplacerade Montreal Montagnards drog sig tillbaka från spel efter händelsen och tredjeplacerade Ottawa Victorias tilldelades därför mästerskapstiteln säsongen 1906–07.

### 1908–1909
Säsongen 1908 såg endast tre lag i Brockville Invincibles, Cornwall HC och Ottawa Victorias. Brockville kunde dock inte ställa upp med ett nog konkurrenskraftigt lag och lånade därför in Renfrew Creamery Kings spelare för att spela som Brockville. Ottawa Victorias vägrade dock att spela mot spelarna från Renfrew och ligan blev därför tvungen att ställa in säsongen utan att något mästarlag korats.
Säsongen 1909 blev Renfrew Creamery Kings fullvärdig medlem i ligan och spelade hem ligatiteln före Cornwall HC, Smiths Falls Seniors och Ottawa Senators, det sistnämnda laget bestående av spelare som hoppat av från Ottawa HC i ECAHA. Efter det att FHL lades ner efter säsongen 1909 fortsatte endast Renfrew Creamery Kings sin professionella verksamhet då de togs upp av den nya ligan National Hockey Association.

## Spelare
Bland de spelare som spelade i FAHL fanns berömdheter som "One-Eyed" Frank McGee, Harvey Pulford, Dickie Boon, Jack Marshall, Didier Pitre, Jack Laviolette, Newsy Lalonde, Percy LeSueur samt bröderna Alf och Tommy Smith, som alla är invalda i Hockey Hall of Fame.

## Lagen
- Cornwall Hockey Club – 1904–1909
- Montreal Wanderers – 1904–1905
- Montreal Le National – 1904
- Ottawa Capitals – 1904
- Montreal Montagnards – 1904–1907
- Ottawa Hockey Club – 1904–05
- Brockville Hockey Club – 1904–1906
- Smiths Falls Senios – 1905–06, 1909
- Ottawa Victorias – 1905–1908
- Morrisburg Athletics – 1906–07
- Brockville Invincibles – 1908
- Renfrew Creamery Kings – 1909
- Ottawa Senators, FHL – 1909

## Säsonger
| Säsong  | Lag                                                                                      | Mästare                                  |
| ------- | ---------------------------------------------------------------------------------------- | ---------------------------------------- |
| 1904    | Cornwall Hockey Club, Montreal Le National, Montreal Wanderers, Ottawa Capitals          | Montreal Wanderers, Ottawa Hockey Club†‡ |
| 1904–05 | Brockville Hockey Club, Cornwall HC, Montreal Montagnards, Montreal Wanderers, Ottawa HC | Ottawa HC†                               |
| 1905–06 | Brockville HC, Cornwall HC, Montreal Montagnards, Ottawa Victorias, Smiths Falls Seniors | Smiths Falls Seniors                     |
| 1906–07 | Cornwall HC, Montreal Montagnards, Morrisburg Athletics, Ottawa Victorias                | Ottawa Victorias‡‡                       |
| 1908    | Brockville Invincibles, Cornwall HC, Ottawa Victorias                                    | Inget mästarlag                          |
| 1909    | Cornwall HC, Ottawa Senators‡‡‡, Renfrew Creamery Kings, Smiths Falls Seniors            | Renfrew Creamery Kings                   |

† Stanley Cup-mästare.
‡ Ottawa HC anslöt till ligan efter grundserien och vann slutspelet. Försvarade därefter Stanley Cup-titeln.
‡‡ Ottawa Victorias tilldelades mästerskapstiteln sedan Montreal Montagnards och Cornwall HC dragit sig tillbaka från spel. 
‡‡‡ Ej att förväxla med Ottawa HC, detta lag spelade endast under FHL-säsongen 1909.

### Flest antal gjorda mål i FAHL, säsong för säsong
| Säsong  | Spelare               | Lag                | Mål |
| ------- | --------------------- | ------------------ | --- |
| 1904    | Jack Marshall         | Montreal Wanderers | 11  |
| 1904    | Edgar Dey             | Ottawa Capitals    | 11  |
| 1904–05 | Frank McGee           | Ottawa HC          | 17  |
| 1904–05 | Jack Marshall         | Montreal Wanderers | 17  |
| 1905–06 | Tommy Smith           | Ottawa Victorias   | 12  |
| 1905–06 | Robert "Bob" Harrison | Ottawa Victorias   | 12  |
| 1906–07 | Owen McCourt          | Cornwall HC        | 16  |
| 1906–07 | Don Smith             | Cornwall HC        | 16  |